# Renata Siemieńska-Żochowska
Renata Wanda Siemieńska-Żochowska (ur. 22 kwietnia 1939 w Krakowie) – polska socjolożka, profesor nauk humanistycznych.

## Życiorys
Renata Siemieńska-Żochowska uzyskała w 1961 na Uniwersytecie Jagiellońskim magisterium z geografii w zakresie geografii społecznej na podstawie pracy magisterskiej Problemy wypoczynku i spędzania wolnego czasu przez pracowników Huty Stali w Krakowie (promotor: Antoni Wrzosek), zaś w 1962 z socjologii, przedstawiając pracę Mała wiejska społeczność terytorialna. Próba analizy socjologicznej na przykładzie osiedla Grochalowy Potok w Rzepisku na Spiszu (promotor: Kazimierz Dobrowolski). W 1969 uzyskała stopień doktora socjologii na UJ na podstawie pracy Studia nad procesami adaptacji robotników huty im. Lenina chłopskiego pochodzenia oraz ich rodzin do warunków do życia w środowisku miejskim (promotor: K. Dobrowolski). W 1977 habilitowała się w zakresie socjologii na Wydziale Filozofii i Socjologii Uniwersytetu Warszawskiego, praca: Siła tradycji czy siła interesów. O Białym Ruchu Etnicznym w Stanach Zjednoczonych. W 1992 uzyskała tytuł profesora socjologii.
Zawodowo związana m.in. z Akademią Pedagogiki Specjalnej w Warszawie i Uniwersytetem Warszawskim, gdzie pełniąc m.in. funkcje kierowniczki Katedry UNESCO ds. gender studies Instytutu Socjologii oraz dyrektorki Instytutu Studiów Społecznych. Profesor wizytująca m.in. na Uniwersytecie w Toronto, Uniwersytecie Michigan, University of North Carolina in Greensboro, Santa Clara University.
Jej zainteresowania naukowe obejmują: ruchy feministyczne i kobiece, problematykę gender, systemy wartości, stosunki etniczne, funkcjonowanie władz lokalnych, socjologię polityki i kultury politycznej ujmowanych w perspektywie międzykulturowej, problemy socjalizacji i edukacji (ze szczególnym uwzględnieniem roli szkolnictwa wyższego), oraz polityczne, ekonomiczne i kulturowe uwarunkowania sytuacji kobiet (kobiety w polityce, na rynku pracy, godzenie obowiązków w sferze prywatnej i publicznej, w mediach).
Wypromowała co najmniej dwanaścioro doktorów, m.in.: Annę Landau-Czajkę i Jerzego Bartkowskiego.
Ekspertka Organizacji Narodów Zjednoczonych, Rady Europy i Komisji Europejskiej. Od 1992 do 2005 członkini Rady Konsultacyjnej przy Pełnomocniku Rządu do spraw Równego Traktowania. Członkini Rady Programowej Kongresu Kobiet.
W 2012 odznaczona Krzyżem Kawalerskim Orderu Odrodzenia Polski.

## Wybrane publikacje
- Nowe życie w nowym mieście, Warszawa: Wiedza Powszechna, 1969
- Siła tradycji i siła interesów. O źródłach Białego Ruchu Etnicznego w Stanach Zjednoczonych. Warszawa: PWN, 1978
- Płeć, zawód, polityka. Udział kobiet w życiu publicznym w Polsce, Warszawa: Institut Socjologii, Wydawnictwa Uniwersytetu Warszawskiego, 1990
- Gender Inequality. A Comparative Study of Discrimination and Participation (co-author M. Vianello and al.), Sage, 1990
- (red.) Portrety kobiet i mężczyzn w środkach masowego przekazu i podręcznikach szkolnych. Warszawa: Friedrich Ebert Stiftung i Instytut Studiów Społecznych Uniwersytetu Warszawskiego. Wydawnictwo Naukowe Scholar, 1997
- (red.) Płeć – wybory – władza. Warszawa: Scholar, 2005
- (red. wraz z A. Zimmer) Gendered Career Trajectories in Academia in Cross-National Perspective. Warszawa: Scholar, 2007